# Presbytis thomasi
Presbytis thomasi  (лат.) — вид приматов из семейства мартышковых. Видовое латинское название дано в честь английского зоолога Олдфилда Томаса (1858—1929).

## Описание
Шерсть на нижней поверхности тела белая, на остальной части тела тёмно-серая. Две белых полосы на лбу соединяются книзу, образуя подобие буквы «V». Глаза оранжево-карие, кожа розовая. Средняя масса этих приматов составляет 6,67 кг для самцов и 6,69 кг для самок. Длина тела от 420 до 620 мм, длина хвоста от 500 до 850 мм. Пищеварительная система приспособлена к перевариванию целлюлозы, которой богат рацион мартышек. Клыки самцов больше, чем клыки самок. Резцы длинные и узкие. Морда короткая и широкая. Большой палец редуцирован. Задние конечности длиннее передних.

## Распространение
Встречаются на севере Суматры в Индонезии в провинции Ачех к северу от рек Симпангкири и Вампу.

## Поведение
Дневные животные, часто спускающиеся на землю с деревьев в поисках пищи. Образуют группы размером от 3 до 20 особей. Группа обычно состоит из одного самца, нескольких самок и их потомства. В рационе фрукты, семена, листья, цветы, кора, ростки, а также мелкие животные, такие как насекомые, ящерицы, яйца птиц. Выраженного сезона размножения нет. Беременность длится от 5 до 6 месяцев. В помёте обычно один детёныш. До возраста 12 или 15 месяцев молодняк питается молоком матери. Половая зрелость наступает в возрасте от 4 до 5 лет.

## Статус популяции
Международный союз охраны природы присвоил этому виду охранный статус «Уязвимый», поскольку, по оценкам 2008 года, численность популяции сократилась более чем на 30 % за 40 лет (3 поколения). Основная угроза популяции — разрушение среды обитания.